# Paul von Koerner

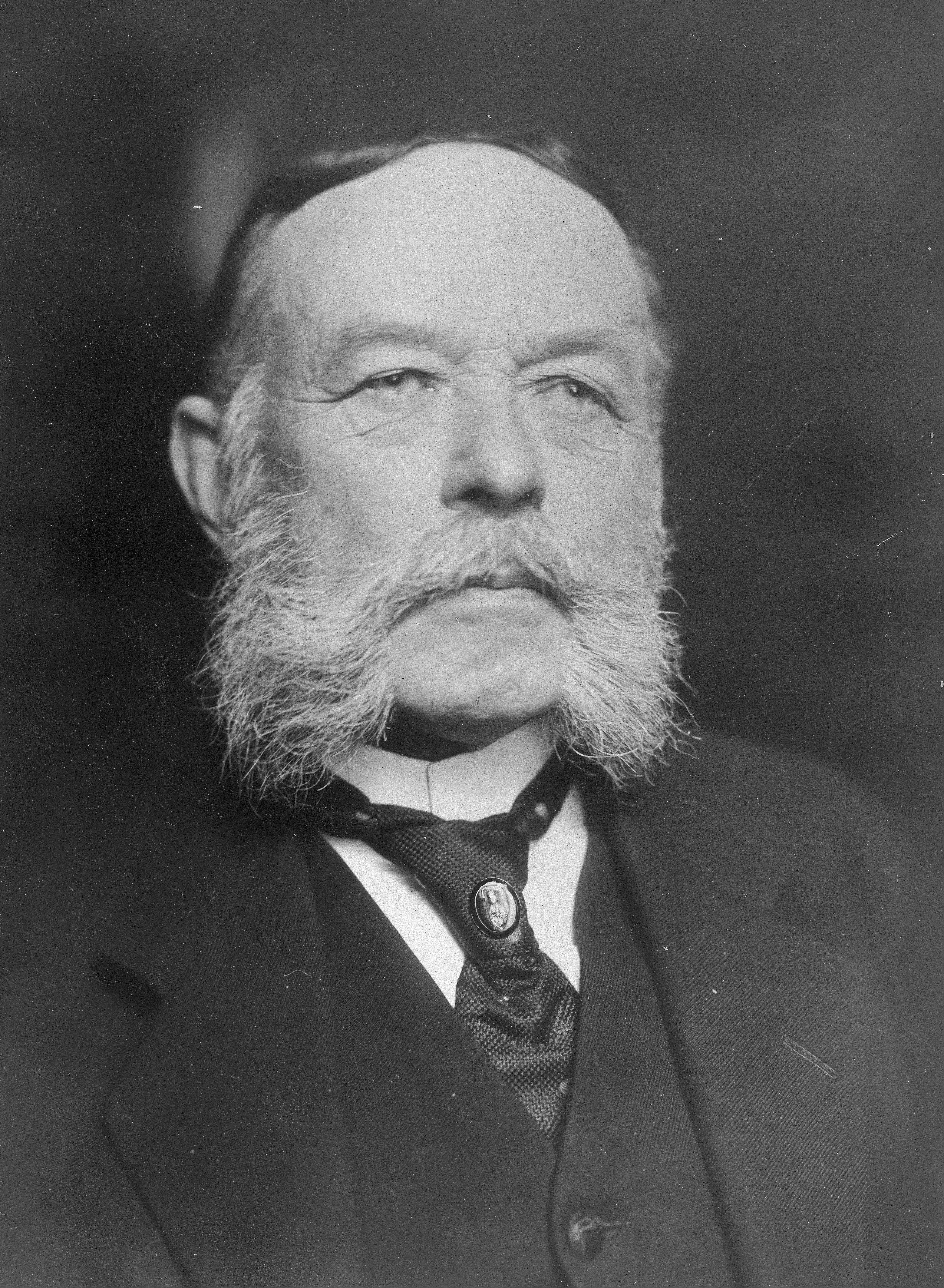
Paul von Koerner

Paul Ernst von Koerner (* 24. Dezember 1849 in Dresden; † 29. Oktober 1930 in Berlin) war ein deutscher Ministerialbeamter und Diplomat.

## Leben
Koerner war ein Sohn des königlich sächsischen Geheimen Rats Ernst Adolf von Koerner (1807–1888). Er besuchte das Vizthumsche Gymnasium und das Polytechnikum in Dresden. Er bestand 1869 das Abitur und studierte Rechtswissenschaft an der Universität Leipzig. 1871 wurde er im Corps Saxonia Leipzig recipiert. Als Inaktiver wechselte er an die Friedrich-Wilhelms-Universität zu Berlin. Nach dem Ersten Staatsexamen (1874) und der  Promotion zum Dr. iur. (1875) trat er in den sächsischen Justizdienst. Am 27. Juli 1878 bestand er das Zweite Staatsexamen. Ab Mai 1879 war er in der sächsischen Zoll- und Finanzverwaltung beschäftigt, zuletzt als Geheimer Finanzrat im Finanzministerium. Am 15. Oktober 1891 wurde er zum stellvertretenden Bevollmächtigten zum Bundesrat für das Königreich Sachsen ernannt.
Im Oktober 1895 wechselte Koerner als Direktor in das Reichsschatzamt und wurde stellvertretender Bevollmächtigter zum Bundesrat für das Königreich Preußen. Am 6. November 1899 wurde er als Direktor im Auswärtigen Amt mit dem Charakter als Wirklicher Geheimer Legationsrat in den Auswärtigen Dienst einberufen und übernahm die Leitung der Abteilung II (Handelspolitik). 1904 erhielt er den  Charakter Wirklicher Geheimer Rat mit dem Prädikat Exzellenz. Zum 1. April 1914 trat er in den Ruhestand.
Mit dem 1. Januar 1918 wieder in das Auswärtige Amt berufen, wurde Koerner kommissarisch als Ministerialdirektor a. D. beschäftigt. Er nahm an den Wirtschaftsverhandlungen in Wien und an den Friedensverhandlungen in Brest-Litowsk und Bukarest teil und wurde Kommissar des Auswärtigen Amts für die Vorbereitung des Anschlusses Deutschösterreichs in wirtschaftlichen und finanziellen Fragen. Im März 1921 war er Kommissar für die Verhandlungen mit Dänemark über die Regelung der Fragen zur Grenzverlegung in Nordschleswig und im Februar 1923 Leiter der Verhandlungen mit der Sowjetunion wegen der Ausführung des Rapallovertrags.
Koerner war Mitglied des Aufsichtsrats der Dresdner Bank und der  Deutschen Hypothekenbank. 1921 war er erster Vorsitzender des  Verbandes Alter Corpsstudenten.
Paul von Koerner war mit Charlotte, geb. Wahle, verheiratet. Eine der Töchter des Ehepaars war mit dem Großindustriellen Conrad von Borsig verheiratet. Der Sohn Ernst von Koerner war Offizier, Militärhistoriker und von 1929 bis 1945 Leiter des Sächsischen Armeemuseums in Dresden. Sein Grab befindet sich auf dem Alten Annenfriedhof.

## Auszeichnungen
- Roter Adlerorden, Großkreuz
- Albrechts-Orden, Großkreuz